# Petr Novák: Komplet 1967–1997
Petr Novák: Komplet 1967–1997 je kompilační box set, obsahující celkem 13 CD, na kterých jsou nahrána všechna studiová alba Petra Nováka, a to jak s kapelou George and Beatovens, tak s dalšími skupinami, se kterými Novák spolupracoval. Box přináší na prvních 10 CD remasterovaná alba z let 1970–1996, na posledních třech CD jsou umístěny singlové nahrávky z let 1966–1996, přičemž některé z CD 13 jsou vydané poprvé. Kompilační box vydal Supraphon v roce 2010 (katalogové číslo SU 6010-2 310) s textovým komentářem Jaroslava Tůmy.
Zatímco CD 1–10 přináší samostatné LP, resp. CD bez bonusů, jsou CD 11–13 pro sběratele a fanoušky Petra Nováka zajímavé řadou nepříliš známých nahrávek ze singlů, případně z rozhlasového archivu nebo pocházejí od sběratelů.
Disk 11, který přináší nahrávky z 60. let, víceméně kopíruje album Náhrobní kámen z roku 1996. Soustředí se zde Novákovy singlové nahrávky se skupinou Flamengo (písně 1–3) a zejména se skupinou George and Beatovens. Tyto nahrávky jsou doplněny duetem Petra Nováka s Lilkou Ročákovou (skladba 22).
Disk 12 soustřeďuje nahrávky ze 70. let. Vedle singlových nahrávek se skupinou George and Beatovens z počátku 70. let jsou to i pokusy s většími orchestry (vedle Taneční orchestr Čs. rozhlasu je tu zaznamenán i Václav Hybš se svým orchestrem). Zajímavější byla spolupráce s divadlem Semafor a skupinou C&K Vocal, později též se Skupinou Bohuslava Jandy.
Nejzajímavější jsou ovšem písně, soustředěné na disk 13. Vedle singlů se skupinou George and Beatovens z počátku 80. let přináší disk nahrávky z první poloviny 90. let, se Studiovou skupinou Petra Přibyla, a se studiovou skupinou kolem nahrávacího studia Propast (písně 9–12). Jistým objevem jsou staré nahrávky z let 1966 a 1967 (písně 17–20), které Petr Novák pořídil se skupinami Flamengo a George and Beatovens.

## Obsah CD boxu
| CD 1: Petr Novák, George and Beatovens – Kolotoč svět (1970) | CD 1: Petr Novák, George and Beatovens – Kolotoč svět (1970) | CD 1: Petr Novák, George and Beatovens – Kolotoč svět (1970) | CD 1: Petr Novák, George and Beatovens – Kolotoč svět (1970) | CD 1: Petr Novák, George and Beatovens – Kolotoč svět (1970) |
| Pořadí                                                       | Název                                                        | Hudba                                                        | Text                                                         | Délka                                                        |
| ------------------------------------------------------------ | ------------------------------------------------------------ | ------------------------------------------------------------ | ------------------------------------------------------------ | ------------------------------------------------------------ |
| 1.                                                           | Takovej je svět                                              | Novák                                                        | Plicka                                                       | 4:29                                                         |
| 2.                                                           | Odkud asi chodí vítr                                         | Dudáček, ovák                                                | Plicka                                                       | 4:16                                                         |
| 3.                                                           | Romance o šťastném medvědářovi                               | Obermayer                                                    | Plicka                                                       | 3:51                                                         |
| 4.                                                           | Víc než nic                                                  | Dudáček                                                      | Plicka                                                       | 3:14                                                         |
| 5.                                                           | Svítá                                                        | Novák                                                        | Plicka                                                       | 4:31                                                         |
| 6.                                                           | Esther                                                       | Dudáček                                                      | Plicka                                                       | 4:57                                                         |
| 7.                                                           | Hádíth                                                       | Novák                                                        | Plicka                                                       | 4:52                                                         |
| 8.                                                           | Sedm prázdných dnů                                           | Obermayer                                                    | Plicka                                                       | 2:38                                                         |
| 9.                                                           | Kde ticho umírá                                              | Čížek                                                        | Smetana                                                      | 8:06                                                         |

| CD 2: Petr Novák, George and Beatovens – Modlitba za lásku (1970) | CD 2: Petr Novák, George and Beatovens – Modlitba za lásku (1970) | CD 2: Petr Novák, George and Beatovens – Modlitba za lásku (1970) | CD 2: Petr Novák, George and Beatovens – Modlitba za lásku (1970) | CD 2: Petr Novák, George and Beatovens – Modlitba za lásku (1970) |
| Pořadí                                                            | Název                                                             | Hudba                                                             | Text                                                              | Délka                                                             |
| ----------------------------------------------------------------- | ----------------------------------------------------------------- | ----------------------------------------------------------------- | ----------------------------------------------------------------- | ----------------------------------------------------------------- |
| 1.                                                                | Proč na lásku nevěříš                                             | Novák                                                             | Smetana                                                           | 4:28                                                              |
| 2.                                                                | Loučení                                                           | Čížek                                                             | Plicka                                                            | 2:58                                                              |
| 3.                                                                | Jarní den                                                         | Obermayer                                                         | Smetana                                                           | 1:50                                                              |
| 4.                                                                | Zlatý náramek                                                     | Novák, Smetana                                                    | Král                                                              | 6:14                                                              |
| 5.                                                                | Váhá ti ruku dát                                                  | Obermayer, Dudáček                                                | Smetana, Klatovský                                                | 3:22                                                              |
| 6.                                                                | Modlitba za lásku                                                 | Obermayer                                                         | Plicka                                                            | 2:44                                                              |
| 7.                                                                | Štěstí není pro každého                                           | Dudáček                                                           | Smetana                                                           | 5:05                                                              |
| 8.                                                                | Zahrada za domem                                                  | Novák                                                             | Smetana                                                           | 3:27                                                              |
| 9.                                                                | Opilec                                                            | Dudáček                                                           | Smetana                                                           | 3:25                                                              |
| 10.                                                               | To už je stáří                                                    | Obermayer, Smetana                                                | Plicka                                                            | 3:18                                                              |
| 11.                                                               | Svět v dlaních                                                    | Čížek                                                             | Plicka                                                            | 2:08                                                              |
| 12.                                                               | Dny vzpomínek                                                     | Smetana                                                           | Plicka                                                            | 2:14                                                              |

| CD 3: Petr Novák, George and Beatovens – Ve jménu lásky (1971) | CD 3: Petr Novák, George and Beatovens – Ve jménu lásky (1971) | CD 3: Petr Novák, George and Beatovens – Ve jménu lásky (1971) | CD 3: Petr Novák, George and Beatovens – Ve jménu lásky (1971) | CD 3: Petr Novák, George and Beatovens – Ve jménu lásky (1971) |
| Pořadí                                                         | Název                                                          | Hudba                                                          | Text                                                           | Délka                                                          |
| -------------------------------------------------------------- | -------------------------------------------------------------- | -------------------------------------------------------------- | -------------------------------------------------------------- | -------------------------------------------------------------- |
| 1.                                                             | Ve jménu lásky                                                 | Novák                                                          | Novák                                                          | 1:36                                                           |
| 2.                                                             | Kolo štěstí                                                    | Dudáček                                                        | Plicka                                                         | 4:50                                                           |
| 3.                                                             | Každé ráno zpívám                                              | Obermayer                                                      | Plicka                                                         | 3:12                                                           |
| 4.                                                             | O trubce sním                                                  | Bezpalec                                                       | Plicka                                                         | 2:40                                                           |
| 5.                                                             | Jak čerstvý sníh                                               | Dudáček                                                        | Plicka                                                         | 2:09                                                           |
| 6.                                                             | Budu láskou                                                    | Novák                                                          | Plicka                                                         | 3:36                                                           |
| 7.                                                             | 220 bleších snů                                                | Obermayer                                                      | Plicka                                                         | 2:24                                                           |
| 8.                                                             | Já se vrátím                                                   | Novák                                                          | Plicka                                                         | 3:57                                                           |
| 9.                                                             | Nikde nemám dům                                                | Novák                                                          | Plicka                                                         | 3:07                                                           |
| 10.                                                            | Až větve stromů spálí mráz                                     | Obermayer                                                      | Plicka                                                         | 4:20                                                           |
| 11.                                                            | Do všech stran světa                                           | Dudáček                                                        | Plicka                                                         | 4:37                                                           |
| 12.                                                            | Ve jménu lásky II.                                             | Novák                                                          | Plicka                                                         | 5:08                                                           |

| CD 4: Petr Novák, Skupina Bohuslava Jandy – Kráska a zvíře (1976) | CD 4: Petr Novák, Skupina Bohuslava Jandy – Kráska a zvíře (1976) | CD 4: Petr Novák, Skupina Bohuslava Jandy – Kráska a zvíře (1976) | CD 4: Petr Novák, Skupina Bohuslava Jandy – Kráska a zvíře (1976) | CD 4: Petr Novák, Skupina Bohuslava Jandy – Kráska a zvíře (1976) |
| Pořadí                                                            | Název                                                             | Hudba                                                             | Text                                                              | Délka                                                             |
| ----------------------------------------------------------------- | ----------------------------------------------------------------- | ----------------------------------------------------------------- | ----------------------------------------------------------------- | ----------------------------------------------------------------- |
| 1.                                                                | Tvář                                                              | Novák, Formánek                                                   | Rytíř                                                             | 2:42                                                              |
| 2.                                                                | Jen v pohádkách I.                                                | Novák, Formánek                                                   | Rytíř                                                             | 3:16                                                              |
| 3.                                                                | Knihovna                                                          | Novák, Formánek                                                   | Rytíř                                                             | 3:26                                                              |
| 4.                                                                | Kdybych uměl...                                                   | Novák, Formánek                                                   | Rytíř                                                             | 2:15                                                              |
| 5.                                                                | Jen v pohádkách II.                                               | Novák, Formánek                                                   | Rytíř                                                             | 38                                                                |
| 6.                                                                | Východ z nouze                                                    | Novák, Formánek                                                   | Rytíř                                                             | 4:04                                                              |
| 7.                                                                | Věř mi krásko                                                     | Novák, Formánek                                                   | Rytíř                                                             | 3:06                                                              |
| 8.                                                                | Knížky                                                            | Novák, Formánek                                                   | Rytíř                                                             | 1:57                                                              |
| 9.                                                                | Proč nejdeš ven                                                   | Novák, Formánek                                                   | Rytíř                                                             | 3:22                                                              |
| 10.                                                               | Prstýnek                                                          | Novák, Formánek                                                   | Rytíř                                                             | 1:03                                                              |
| 11.                                                               | Týden dlouhý                                                      | Novák, Formánek                                                   | Rytíř                                                             | 2:33                                                              |
| 12.                                                               | Snadné je zapomínat“ / „Telegram                                  | Novák, Formánek                                                   | Rytíř                                                             | 1:34                                                              |
| 13.                                                               | Proč?                                                             | Novák, Formánek                                                   | Rytíř                                                             | 3:19                                                              |
| 14.                                                               | Kráska se vrací“ / „Jen v pohádkách III.                          | Novák, Formánek                                                   | Rytíř                                                             | 5:37                                                              |

| CD 5: Petr Novák, G&B – Co je to láska (Planeta snů) (1980) | CD 5: Petr Novák, G&B – Co je to láska (Planeta snů) (1980) | CD 5: Petr Novák, G&B – Co je to láska (Planeta snů) (1980) | CD 5: Petr Novák, G&B – Co je to láska (Planeta snů) (1980) | CD 5: Petr Novák, G&B – Co je to láska (Planeta snů) (1980) |
| Pořadí                                                      | Název                                                       | Hudba                                                       | Text                                                        | Délka                                                       |
| ----------------------------------------------------------- | ----------------------------------------------------------- | ----------------------------------------------------------- | ----------------------------------------------------------- | ----------------------------------------------------------- |
| 1.                                                          | Co je to láska                                              | Novák                                                       | Plicka                                                      | 2:24                                                        |
| 2.                                                          | Planeta snů                                                 | Novák                                                       | Plicka                                                      | 3:30                                                        |
| 3.                                                          | Na útěku                                                    | Novák                                                       | Plicka                                                      | 8:14                                                        |
| 4.                                                          | Všichni jdou za láskou                                      | Janda                                                       | Plicka                                                      | 5:13                                                        |
| 5.                                                          | Mé desky, mé lásky                                          | Janda                                                       | Krečmar                                                     | 3:34                                                        |
| 6.                                                          | Tancuj dál                                                  | Novák                                                       | Krečmar                                                     | 3:02                                                        |
| 7.                                                          | Pán je auťák                                                | Janda                                                       | Krečmar                                                     | 2:37                                                        |
| 8.                                                          | Návrat na závodní dráhu                                     | Novák                                                       | Krečmar                                                     | 4:07                                                        |
| 9.                                                          | Děvče z krásných začátků                                    | Novák                                                       | Krečmar                                                     | 2:57                                                        |
| 10.                                                         | Poslední prázdniny                                          | Novák                                                       | Krečmar                                                     | 2:46                                                        |

| CD 6: Petr Novák, G&B – Sladké trápení (1982) | CD 6: Petr Novák, G&B – Sladké trápení (1982) | CD 6: Petr Novák, G&B – Sladké trápení (1982) | CD 6: Petr Novák, G&B – Sladké trápení (1982) | CD 6: Petr Novák, G&B – Sladké trápení (1982) |
| Pořadí                                        | Název                                         | Hudba                                         | Text                                          | Délka                                         |
| --------------------------------------------- | --------------------------------------------- | --------------------------------------------- | --------------------------------------------- | --------------------------------------------- |
| 1.                                            | Tak tě tu vítám I.                            | Nedvěd                                        | Wajsar                                        | 2:36                                          |
| 2.                                            | Ráj zmoudřelých Quijotů                       | Wajsar                                        | Krečmar                                       | 3:19                                          |
| 3.                                            | Loučení s cizinkou                            | Novák                                         | Vrba                                          | 3:12                                          |
| 4.                                            | Tak tě tu vítám II.                           | Nedvěd                                        | Krečmar                                       | 1:00                                          |
| 5.                                            | Já vám, kluci, mávám                          | Nedvěd                                        | Krečmar                                       | 2:34                                          |
| 6.                                            | První rozčarování                             | Nedvěd                                        | Krečmar                                       | 3:17                                          |
| 7.                                            | Trápí nás                                     | Novák                                         | Vrba                                          | 3:13                                          |
| 8.                                            | Sladké trápení                                | Nedvěd                                        | Wajsar                                        | 3:11                                          |
| 9.                                            | Hvězdičko blýskavá                            | Novák                                         | Krečmar                                       | 3:32                                          |
| 10.                                           | Otázky v tvých očích                          | Nedvěd                                        | Krečmar                                       | 4:31                                          |
| 11.                                           | Život můj šel dál                             | Novák                                         | Krečmar                                       | 2:56                                          |
| 12.                                           | Zkouška právě končí                           | Nedvěd                                        | Krečmar                                       | 3:59                                          |

| CD 7: Petr Novák, G&B – Ahoj, tvůj Petr (1983) | CD 7: Petr Novák, G&B – Ahoj, tvůj Petr (1983) | CD 7: Petr Novák, G&B – Ahoj, tvůj Petr (1983) | CD 7: Petr Novák, G&B – Ahoj, tvůj Petr (1983) | CD 7: Petr Novák, G&B – Ahoj, tvůj Petr (1983) |
| Pořadí                                         | Název                                          | Hudba                                          | Text                                           | Délka                                          |
| ---------------------------------------------- | ---------------------------------------------- | ---------------------------------------------- | ---------------------------------------------- | ---------------------------------------------- |
| 1.                                             | Ahoj, čtrnáctiletá                             | Staněk                                         | Cmíral                                         | 3:14                                           |
| 2.                                             | Taxikář                                        | Nedvěd                                         | Cmíral                                         | 3:10                                           |
| 3.                                             | Teď píše vám přítel                            | Zahradníček                                    | Cmíral                                         | 3:48                                           |
| 4.                                             | Jsi bílá krajina z mých snů                    | Dobiáš                                         | Poštulka                                       | 3:36                                           |
| 5.                                             | Přátelství na n-tou                            | Novák                                          | Cmíral                                         | 4:12                                           |
| 6.                                             | Hádanka                                        | Novák                                          | Krečmar                                        | 3:07                                           |
| 7.                                             | Málo jsem tě znal                              | Nedvěd                                         | Cmíral                                         | 3:29                                           |
| 8.                                             | Stále stejně půvabná                           | K. Novák                                       | Bukovič                                        | 3:29                                           |
| 9.                                             | Dej mi čas                                     | Novák                                          | Cmíral                                         | 2:27                                           |
| 10.                                            | Hříšník                                        | Nedvěd                                         | Cmíral                                         | 2:41                                           |
| 11.                                            | Zas přijdou dny, kdy zmizím                    | Nedvěd                                         | Cmíral                                         | 3:34                                           |
| 12.                                            | Zbláznění                                      | Uhlíř                                          | Šíp                                            | 5:12                                           |

| CD 8: Petr Novák, G&B – Zpověď (1985) | CD 8: Petr Novák, G&B – Zpověď (1985) | CD 8: Petr Novák, G&B – Zpověď (1985) | CD 8: Petr Novák, G&B – Zpověď (1985) | CD 8: Petr Novák, G&B – Zpověď (1985) |
| Pořadí                                | Název                                 | Hudba                                 | Text                                  | Délka                                 |
| ------------------------------------- | ------------------------------------- | ------------------------------------- | ------------------------------------- | ------------------------------------- |
| 1.                                    | Prolog                                | Novák                                 | Vrba                                  | 3:54                                  |
| 2.                                    | A co tvůj obraz                       | Novák                                 | Vrba                                  | 4:24                                  |
| 3.                                    | Hrozné dítě                           | Novák                                 | Vrba                                  | 2:31                                  |
| 4.                                    | Mít tisíc životů                      | Novák                                 | Vrba                                  | 3:08                                  |
| 5.                                    | Svítíš                                | Novák                                 | Vrba                                  | 4:20                                  |
| 6.                                    | Osamělost dlouhých nedělí             | Novák                                 | Vrba                                  | 3:13                                  |
| 7.                                    | A co dál                              | Novák                                 | Vrba                                  | 4:32                                  |
| 8.                                    | Poznání                               | Novák                                 | Vrba                                  | 6:03                                  |
| 9.                                    | Starej obličej za kytkama             | Novák                                 | Vrba                                  | 5:50                                  |
| 10.                                   | Vím, že nevím nic                     | Novák                                 | Vrba                                  | 5:05                                  |

| CD 9: Petr Novák, G&B – Memento (1990) | CD 9: Petr Novák, G&B – Memento (1990)  | CD 9: Petr Novák, G&B – Memento (1990) | CD 9: Petr Novák, G&B – Memento (1990) | CD 9: Petr Novák, G&B – Memento (1990) |
| Pořadí                                 | Název                                   | Hudba                                  | Text                                   | Délka                                  |
| -------------------------------------- | --------------------------------------- | -------------------------------------- | -------------------------------------- | -------------------------------------- |
| 1.                                     | Chtěl bych se vrátit (ještě je čas)     | Novák                                  | Žantovský                              | 1:27                                   |
| 2.                                     | Co budem dělat                          | Klein                                  | Žantovský                              | 2:24                                   |
| 3.                                     | V hospodě na hrázi                      | Klein                                  | Žantovský                              | 2:12                                   |
| 4.                                     | My jsme ti zbyteční                     | Petr a Pavel ORM                       | Žantovský                              | 3:15                                   |
| 5.                                     | Je nám fajn                             | Novák, Staněk                          | Žantovský                              | 3:09                                   |
| 6.                                     | Moře                                    | Novák                                  | Žantovský                              | 5:35                                   |
| 7.                                     | Sladce a pomalu                         | Klein                                  | Žantovský                              | 1:59                                   |
| 8.                                     | Jsme jenom vaše děti                    | Klein, Staněk                          | Žantovský                              | 2:36                                   |
| 9.                                     | Jenom mi nelži                          | Novák                                  | Žantovský                              | 1:47                                   |
| 10.                                    | Chorobopisy                             | Novák                                  | Žantovský                              | 1:13                                   |
| 11.                                    | Abstinenční blues                       | Novák                                  | Žantovský                              | 4:19                                   |
| 12.                                    | Je to levné a silné a dobré             | Novák, Staněk                          | Žantovský                              | 2:57                                   |
| 13.                                    | Líné nesmysly                           | Klein                                  | Žantovský                              | 1:32                                   |
| 14.                                    | Temná řeka                              | Klein                                  | Žantovský                              | 3:24                                   |
| 15.                                    | To si piš                               | Novák, Staněk                          | Žantovský                              | 1:54                                   |
| 16.                                    | Zpackaná láska                          | Petr a Pavel ORM                       | Žantovský                              | 2:21                                   |
| 17.                                    | Vězení (329)                            | Petr a Pavel ORM                       | Žantovský                              | 3:12                                   |
| 18.                                    | Dej mi mou dávku                        | Novák                                  | Žantovský                              | 0:56                                   |
| 19.                                    | Chtěl bych se vrátit (je však už pozdě) | Novák                                  | Žantovský                              | 4:39                                   |

| CD 10: Petr Novák, George and Beatovens – Dávné sliby (1996) | CD 10: Petr Novák, George and Beatovens – Dávné sliby (1996) | CD 10: Petr Novák, George and Beatovens – Dávné sliby (1996) | CD 10: Petr Novák, George and Beatovens – Dávné sliby (1996) | CD 10: Petr Novák, George and Beatovens – Dávné sliby (1996) |
| Pořadí                                                       | Název                                                        | Hudba                                                        | Text                                                         | Délka                                                        |
| ------------------------------------------------------------ | ------------------------------------------------------------ | ------------------------------------------------------------ | ------------------------------------------------------------ | ------------------------------------------------------------ |
| 1.                                                           | Vanessa                                                      | Novák                                                        | Vrba                                                         | 3:57                                                         |
| 2.                                                           | Dávné sliby                                                  | Staněk                                                       | Šrut                                                         | 3:25                                                         |
| 3.                                                           | Mám pořád delší stín                                         | Novák                                                        | Šrut                                                         | 3:12                                                         |
| 4.                                                           | Sám a sám                                                    | Rychta                                                       | Vrba                                                         | 3:20                                                         |
| 5.                                                           | Film o životě                                                | K. Novák                                                     | F. Novák                                                     | 3:05                                                         |
| 6.                                                           | Přísně tajná dovolená                                        | Staněk                                                       | Šrut                                                         | 3:45                                                         |
| 7.                                                           | Je ti sedmnáct                                               | Novák                                                        | Vrba                                                         | 4:03                                                         |
| 8.                                                           | To poznáš sám                                                | K. Novák                                                     | F. Novák                                                     | 3:19                                                         |
| 9.                                                           | Vlaštovčí let                                                | Rychta                                                       | Rychta                                                       | 3:49                                                         |
| 10.                                                          | Černé jaro                                                   | Pavlík                                                       | Šrut                                                         | 3:30                                                         |
| 11.                                                          | Mr. Death                                                    | Novák                                                        | Šrut                                                         | 3:29                                                         |
| 12.                                                          | Jsme dál                                                     | Kahovec                                                      | F. Novák                                                     | 4:00                                                         |
| 13.                                                          | Barevný sen                                                  | Rychta                                                       | Rychta                                                       | 2:46                                                         |
| 14.                                                          | Pozvánka do Vodvazbaru                                       | Pavlík                                                       | Šrut                                                         | 3:39                                                         |
| 15.                                                          | Hlad je jen žízeň v převlecích                               | Pavlík                                                       | Vrba                                                         | 6:26                                                         |

| CD 11: Petr Novák – 60. léta | CD 11: Petr Novák – 60. léta                              | CD 11: Petr Novák – 60. léta | CD 11: Petr Novák – 60. léta | CD 11: Petr Novák – 60. léta | CD 11: Petr Novák – 60. léta |
| Pořadí                       | Název                                                     | Hudba                        | Text                         | Interpret                    | Délka                        |
| ---------------------------- | --------------------------------------------------------- | ---------------------------- | ---------------------------- | ---------------------------- | ---------------------------- |
| 1.                           | Já budu chodit po špičkách                                | Novák                        | Plicka                       | Flamengo                     | 2:16                         |
| 2.                           | Povídej                                                   | Novák                        | Plicka                       | Flamengo                     | 2:03                         |
| 3.                           | Náhrobní kámen                                            | Novák                        | Plicka                       | Flamengo                     | 3:49                         |
| 4.                           | Pokoj č. 26                                               | Novák                        | Plicka                       | George and Beatovens         | 2:30                         |
| 5.                           | Lež bláznivého básníka                                    | Novák                        | Plicka                       | George and Beatovens         | 2:34                         |
| 6.                           | Toreador se nesmí bát                                     | Novák                        | Plicka                       | George and Beatovens         | 2:43                         |
| 7.                           | Řekni proč pláčeš                                         | Novák                        | Plicka                       | George and Beatovens         | 2:48                         |
| 8.                           | Stůj                                                      | Obermayer                    | Plicka                       | George and Beatovens         | 4:03                         |
| 9.                           | Dívky z perel                                             | Obermayer                    | Plicka                       | George and Beatovens         | 2:36                         |
| 10.                          | Den štěstí                                                | Novák                        | Plicka                       | George and Beatovens         | 3:22                         |
| 11.                          | Když padají skály                                         | Čížek                        | Plicka                       | George and Beatovens         | 2:51                         |
| 12.                          | Klaunova zpověď                                           | Novák                        | Plicka                       | George and Beatovens         | 4:05                         |
| 13.                          | Vracím se z flámu                                         | Helcl                        | Plicka                       | George and Beatovens         | 2:28                         |
| 14.                          | Špinavý ráj chudých                                       | Novák                        | Plicka                       | George and Beatovens         | 2:47                         |
| 15.                          | Jsem tak líný                                             | Novák                        | Plicka                       | George and Beatovens         | 2:47                         |
| 16.                          | Bezhlavý rytíř                                            | Janda                        | Vitinger                     | George and Beatovens         | 3:40                         |
| 17.                          | Jdi dál                                                   | Novák                        | Vrba                         | George and Beatovens         | 3:13                         |
| 18.                          | Dětský oči                                                | Novák                        | Plicka                       | George and Beatovens         | 4:04                         |
| 19.                          | Já                                                        | Obermayer                    | Plicka                       | George and Beatovens         | 3:38                         |
| 20.                          | Zlá chvíle                                                | Novák                        | Vrba                         | George and Beatovens         | 4:05                         |
| 21.                          | Uteč dřív, než přijdu k vám (Run Away I Want To Be Alone) | Obermayer                    | Smetana                      | George and Beatovens         | 2:07                         |
| 22.                          | Až ty a já (s Lilkou Ročákovou)                           | Jindra                       | Fischer                      | Orchestr Karla Krautgartnera |                              |
| 23.                          | Why Do You Leave Me                                       | Novák                        | Smetana                      | George and Beatovens         | 2:44                         |
| 24.                          | Be My Daughter                                            | Novák                        | Smetana                      | George and Beatovens         | 2:10                         |

| CD 12: Petr Novák – 70. léta | CD 12: Petr Novák – 70. léta        | CD 12: Petr Novák – 70. léta | CD 12: Petr Novák – 70. léta | CD 12: Petr Novák – 70. léta   | CD 12: Petr Novák – 70. léta |
| Pořadí                       | Název                               | Hudba                        | Text                         | Interpret                      | Délka                        |
| ---------------------------- | ----------------------------------- | ---------------------------- | ---------------------------- | ------------------------------ | ---------------------------- |
| 1.                           | Ostrov dětských snů                 | Novák                        | Chrastina                    | George and Beatovens           | 3:30                         |
| 2.                           | V říši pohádek                      | Novák                        | Smetana                      | George and Beatovens           | 3:47                         |
| 3.                           | Mořský racek                        | Dudáček                      | Smetana                      | George and Beatovens           | 2:55                         |
| 4.                           | Vyrušen ze spaní                    | Čížek                        | Smetana                      | George and Beatovens           | 2:51                         |
| 5.                           | Noční bouře                         | Dudáček                      | Smetana                      | George and Beatovens           | 3:54                         |
| 6.                           | Happy End                           | Čížek                        | Smetana                      | George and Beatovens           | 2:54                         |
| 7.                           | Krásná dívka                        | Čížek                        | Plicka                       | George and Beatovens           | 3:57                         |
| 8.                           | Nejstarší automobil                 | Čížek                        | Plicka                       | George and Beatovens           | 2:31                         |
| 9.                           | A já tě vítám                       | Novák                        | Aplt                         | Taneční orchestr čs. rozhlasu  | 4:13                         |
| 10.                          | Ze všech nejkrásnější               | Novák                        | Aplt                         | Taneční orchestr čs. rozhlasu  | 4:16                         |
| 11.                          | Dívenka z duhy                      | Havlík                       | Suchý                        | C & K Vocal                    | 3:23                         |
| 12.                          | Náš dům                             | Novák                        | Krůta                        | C & K Vocal                    | 2:38                         |
| 13.                          | Madlén                              | Novák                        | Krůta                        | C & K Vocal                    | 3:54                         |
| 14.                          | Kytara                              | Novák                        | Krůta                        | C & K Vocal                    | 1:57                         |
| 15.                          | artyzán (La Complainte du partisan) | Marly                        | Rytíř                        | Skupina Bohuslava Myslíka      | 2:32                         |
| 16.                          | Každý rok je máj                    | Novák                        | Aplt                         | Václav Hybš se svým orchestrem | 4:07                         |
| 17.                          | A ty víš, že se vrátí               | Vondráček                    | Borovcová                    | Václav Hybš se svým orchestrem | 2:40                         |
| 18.                          | Vlak lásky                          | Novák                        | Plicka                       | Václav Hybš se svým orchestrem | 2:43                         |
| 19.                          | Říkáš mi sbohem                     | Novák                        | Novák                        | Skupina Bohuslava Jandy        | 2:36                         |
| 20.                          | Láskou máš žít                      | Janda                        | Novák                        | Skupina Bohuslava Jandy        | 2:48                         |
| 21.                          | Když tě láska opustí                | Novák                        | Novák                        | Skupina Bohuslava Jandy        | 3:05                         |
| 22.                          | Když máš z lásky závrať             | Novák                        | Novák                        | Skupina Bohuslava Jandy        | 2:18                         |
| 23.                          | Proč muže lákají skály              | Janda                        | Krečmar                      | Skupina Bohuslava Jandy        | 3:01                         |

| CD 13: Petr Novák – 80., 90. léta + rarity | CD 13: Petr Novák – 80., 90. léta + rarity | CD 13: Petr Novák – 80., 90. léta + rarity | CD 13: Petr Novák – 80., 90. léta + rarity | CD 13: Petr Novák – 80., 90. léta + rarity | CD 13: Petr Novák – 80., 90. léta + rarity |
| Pořadí                                     | Název                                      | Hudba                                      | Text                                       | Interpret                                  | Délka                                      |
| ------------------------------------------ | ------------------------------------------ | ------------------------------------------ | ------------------------------------------ | ------------------------------------------ | ------------------------------------------ |
| 1.                                         | Holka s bílou halenou                      | Janda                                      | Krečmar                                    | George and Beatovens                       | 2:44                                       |
| 2.                                         | Mládě                                      | Nedvěd                                     | Krečmar                                    | George and Beatovens                       | 2:45                                       |
| 3.                                         | Když se stmívá                             | Novák                                      | Vrba                                       | George and Beatovens                       | 2:45                                       |
| 4.                                         | Chci tě mít                                | Novák                                      | Vrba                                       | George and Beatovens                       | 3:52                                       |
| 5.                                         | Svět a nesvět                              | Novák                                      | Vrba                                       | George and Beatovens                       | 4:32                                       |
| 6.                                         | Jak mi sbohem dát                          | Novák                                      | Novák                                      | George and Beatovens                       | 3:38                                       |
| 7.                                         | Píseň o cti                                | Jakoubek                                   | Jakoubek                                   | Studiová skupina Petra Přibyla             | 3:08                                       |
| 8.                                         | To hlavní je...                            | Jakoubek                                   | Jakoubek                                   | Studiová skupina Petra Přibyla             | 4:21                                       |
| 9.                                         | Anonym z Léta Páně Středověk               | Přibyl                                     | Šrut                                       | Studiová skupina                           | 5:41                                       |
| 10.                                        | Dynastie NE                                | Přibyl                                     | Šrut                                       | Studiová skupina                           | 3:37                                       |
| 11.                                        | Necestou                                   | Přibyl                                     | Vanča                                      | Studiová skupina                           | 3:33                                       |
| 12.                                        | Divoký sníh (Epilog)                       | Přibyl                                     | Vanča                                      | Studiová skupina                           | 1:50                                       |
| 13.                                        | Krásná doba                                | Kahovec                                    | F. Novák                                   | George and Beatovens                       | 3:28                                       |
| 14.                                        | Rub a líc                                  | Kahovec                                    | F. Novák                                   | George and Beatovens                       | 3:49                                       |
| 15.                                        | Pořád stejný                               | Novák                                      | Vrba                                       | George and Beatovens                       | 4:34                                       |
| 16.                                        | Krásná slečna                              | Novák                                      | Plicka                                     | George and Beatovens                       | 2:35                                       |
| 17.                                        | Příliš často pláčeš                        | Novák                                      | Plicka                                     | Flamengo                                   | 2:41                                       |
| 18.                                        | Pouto                                      | Novák                                      | Plicka                                     | Flamengo                                   | 2:45                                       |
| 19.                                        | Pomoz mi, děvče                            | Novák                                      | Plicka                                     | George and Beatovens                       | 2:54                                       |